# Maria di Sassonia-Weimar
Maria di Sassonia-Weimar (Weimar, 7 ottobre 1571 – Halle, 7 marzo 1610) è stata una religiosa tedesca.

## Biografia
Maria era figlia del duca Giovanni Guglielmo di Sassonia-Weimar (1530-1573) e di sua moglie, la contessa Dorotea Susanna (1544-1592), figlia del principe elettore Federico III del Palatinato.
Intrapresa la carriera ecclesiastica, alla morte della precedente badessa nel 1601 venne suggerita quale suo successore dall'influente fratello, Federico Guglielmo I di Sassonia-Weimar e venne riconfermata il 2 luglio di quello stesso anno dall'Imperatore Rodolfo II d'Asburgo.
Il suo mandato fu piuttosto calmo: ella si dimostrava indulgente nei confronti dei protettori che pure portarono alla diminuzione del suo potere temporale.
Morì a Halle, sulla via per Dresda, a 38 anni nel 1610 e venne sepolta nel cimitero dell'abbazia di Quedlinburg.

## Ascendenza
|                                        |                                    |                                   | Genitori                          |  |  | Nonni |  |  | Bisnonni             |  |  | Trisnonni           |  |
|                                        |                                    |                                   |                                   |  |  |       |  |  | Giovanni di Sassonia |  |  | Ernesto di Sassonia |  |
|                                        |                                    |                                   |                                   |  |  |       |  |  | Giovanni di Sassonia |  |  | Ernesto di Sassonia |  |
|                                        |                                    | Elisabetta di Baviera             |                                   |  |  |       |  |  | Giovanni di Sassonia |  |  |                     |  |
| Giovanni Federico I di Sassonia        |                                    |                                   |                                   |  |  |       |  |  | Giovanni di Sassonia |  |  |                     |  |
|                                        |                                    | Sofia di Mecleburgo-Schwerin      | Magnus II di Meclemburgo-Schwerin |  |  |       |  |  |                      |  |  |                     |  |
|                                        |                                    | Sofia di Mecleburgo-Schwerin      | Magnus II di Meclemburgo-Schwerin |  |  |       |  |  |                      |  |  |                     |  |
|                                        |                                    | Sofia di Mecleburgo-Schwerin      | Sofia di Pomerania-Wolgast        |  |  |       |  |  |                      |  |  |                     |  |
| Giovanni Guglielmo di Sassonia-Weimar  |                                    | Sofia di Mecleburgo-Schwerin      |                                   |  |  |       |  |  |                      |  |  |                     |  |
|                                        |                                    | Giovanni III di Kleve             | Giovanni II di Kleve              |  |  |       |  |  |                      |  |  |                     |  |
|                                        |                                    | Giovanni III di Kleve             | Giovanni II di Kleve              |  |  |       |  |  |                      |  |  |                     |  |
|                                        |                                    | Giovanni III di Kleve             | Matilde d'Assia                   |  |  |       |  |  |                      |  |  |                     |  |
| Sibilla di Jülich-Kleve-Berg           |                                    | Giovanni III di Kleve             |                                   |  |  |       |  |  |                      |  |  |                     |  |
|                                        |                                    | Maria di Jülich-Berg              | Guglielmo di Jülich-Berg          |  |  |       |  |  |                      |  |  |                     |  |
|                                        |                                    | Maria di Jülich-Berg              | Guglielmo di Jülich-Berg          |  |  |       |  |  |                      |  |  |                     |  |
|                                        |                                    | Maria di Jülich-Berg              | Sibilla di Hohenzollern           |  |  |       |  |  |                      |  |  |                     |  |
| Maria di Sassonia-Weimar               |                                    | Maria di Jülich-Berg              |                                   |  |  |       |  |  |                      |  |  |                     |  |
|                                        | Giovanni II del Palatinato-Simmern | Giovanni I del Palatinato-Simmern |                                   |  |  |       |  |  |                      |  |  |                     |  |
|                                        | Giovanni II del Palatinato-Simmern | Giovanni I del Palatinato-Simmern |                                   |  |  |       |  |  |                      |  |  |                     |  |
|                                        | Giovanni II del Palatinato-Simmern | Giovanna di Nassau-Saarbrücken    |                                   |  |  |       |  |  |                      |  |  |                     |  |
| Federico III del Palatinato            | Giovanni II del Palatinato-Simmern |                                   |                                   |  |  |       |  |  |                      |  |  |                     |  |
|                                        |                                    | Beatrice di Baden                 | Cristoforo I di Baden             |  |  |       |  |  |                      |  |  |                     |  |
|                                        |                                    | Beatrice di Baden                 | Cristoforo I di Baden             |  |  |       |  |  |                      |  |  |                     |  |
|                                        |                                    | Beatrice di Baden                 | Ottilia von Katzenelnbogen        |  |  |       |  |  |                      |  |  |                     |  |
| Dorotea Susanna di Wittelsbach-Simmern |                                    | Beatrice di Baden                 |                                   |  |  |       |  |  |                      |  |  |                     |  |
|                                        |                                    | Casimiro di Brandeburgo-Bayreuth  | Federico I di Brandeburgo-Ansbach |  |  |       |  |  |                      |  |  |                     |  |
|                                        |                                    | Casimiro di Brandeburgo-Bayreuth  | Federico I di Brandeburgo-Ansbach |  |  |       |  |  |                      |  |  |                     |  |
|                                        |                                    | Casimiro di Brandeburgo-Bayreuth  | Sofia di Polonia                  |  |  |       |  |  |                      |  |  |                     |  |
| Maria di Brandeburgo-Kulmbach          |                                    | Casimiro di Brandeburgo-Bayreuth  |                                   |  |  |       |  |  |                      |  |  |                     |  |
|                                        |                                    | Susanna di Baviera                | Alberto IV di Baviera             |  |  |       |  |  |                      |  |  |                     |  |
|                                        |                                    | Susanna di Baviera                | Alberto IV di Baviera             |  |  |       |  |  |                      |  |  |                     |  |
|                                        |                                    | Susanna di Baviera                | Cunegonda d'Austria               |  |  |       |  |  |                      |  |  |                     |  |
|                                        |                                    | Susanna di Baviera                |                                   |  |  |       |  |  |                      |  |  |                     |  |